# آوبار
قرية آوبار (بالكردية: ئاوبار)‏ هي إحدى قرى ناحية ميدان في قضاء خانقين ضمن الحدود الإدارية لمحافظة السليمانية لأنها ضمن مناطق إدارة كرميان في إقليم كردستان العراق.
يتكلم سكان القرية اللغة العربية.